# Ágnes Farkas
Ágnes Farkas (Budapest, 21 aprile 1973) è una pallamanista ungherese.
Ha vinto una medaglia d'oro ai Campionati Europei del 2000 e una medaglia d'argento alle Olimpiadi estive del 2000 e ai Campionati Mondiali del 1995 e del 2003.

## Carriera

### Club
Farkas ha iniziato a giocare a pallamano per la squadra Építők SC, dove è rimasta fino al 1992, quando si è trasferita al Budapesti Spartacus. Un anno dopo è entrata a far parte del Ferencvárosi Torna Club, dove ha trascorso sei stagioni. Lì ha ottenuto i suoi più grandi successi di club, inclusi campionati e coppe, EHF Champions League e medaglie d'argento EHF Cup. Grazie alle sue eccezionali prestazioni nel corso degli anni, è considerata un'icona del club dai fan del Ferencváros.
Ha anche gareggiato all'estero, giocando per la squadra tedesca del Borussia Dortmund e in seguito collezionando due coppe croate e titoli di campionato croato con il Podravka Koprivnica. Farkas ha giocato le sue ultime stagioni per la squadra danese dell'Aalborg DH, coronando la sua carriera con un argento in campionato danese nel suo ultimo anno.
Sebbene nell'aprile 2005 Gjerpen IF le abbia offerto un contratto di un anno con l'opzione per un altro anno,  Farkas ha dichiarato di non voler rimanere nella pallamano professionistica e si è ritirata alla fine della stagione.
Tuttavia, non è rimasta completamente lontana dallo sport dopo il suo ritiro, poiché allena i bambini.

### Internazionale
Ha debuttato nella nazionale ungherese il 16 ottobre 1993 contro la Polonia,  e ha partecipato al suo primo Campionato del mondo in quell'anno, finendo settima. Nel 1994 è stata nominata capocannoniere del Campionato europeo. Un anno dopo ha fatto parte della squadra che ha vinto la medaglia d'argento ai Campionati del mondo, organizzati congiuntamente da Austria e Ungheria. Nel 1996, per un infortunio è stata costretta a saltare sia i Giochi olimpici che il Campionato europeo.
Al Campionato del mondo nel 1997 si è classificata nona, al Campionato europeo l'anno successivo ha vinto una medaglia di bronzo e si è classificata quinta nel 1999. Ha fatto parte della squadra vincitrice dell'argento alle Olimpiadi estive del 2000, ed è stata selezionata per la squadra che ha trionfato al Campionato europeo lo stesso anno. Nel 2002 ha ottenuto il quinto posto ai Campionati europei con l'Ungheria ed è stata premiata come capocannoniere.
Ha partecipato ai Mondiali del 2003 e ha preso parte alle Olimpiadi estive del 2004 ad Atene, dove l'Ungheria è arrivata quinta. 

## Palmarès

### Club
- Nemzeti Bajnokság I:
  - Vincitrice: 1991, 1994, 1995, 1996, 2002
- Magiaro Kupa:
  - Vincitrice: 1992, 1994, 1995, 1996, 2000, 2003
- Coppa di Germania:
  - Vincitrice: 1997
- Campionato croato:
  - Vincitrice: 1998, 1999
- Coppa di Croazia:
  - Vincitrice: 1998, 1999
- Damehåndboldligaen:
  - Medaglia d'argento: 2005
- EHF Champions League:
  - Finalista: 2002
- Coppa delle Coppe EHF:
  - Finalista: 1994
- Coppa EHF:
  - Finalista: 1997
- Trofeo Campioni EHF:
  - Vincitrice: 1999
  - Terza classificata: 2002

### Internazionale
- Giochi Olimpici:
  - Medaglia d'argento: 2000
- Campionato del mondo:
  - Medaglia d'argento: 1995, 2003
- Campionato Europeo:
  - Vincitrice: 2000
  - Medaglia di bronzo: 1998

## Premi e riconoscimenti
- Capocannoniere del Campionato Europeo: 1994, 2002
- Nemzeti Bajnokság I Capocannoniere: 2001
- Pallamanista ungherese dell'anno: 2001, 2002 [3]